# Escut de Granyanella
L'escut oficial de Granyanella té el següent blasonament:
Escut caironat: d'argent, un món de gules cintrat d'or i creuat d'una creu llatina potençada de sable. Per timbre una corona mural de poble.
Va ser aprovat el 18 de febrer de 1992. El món és l'atribut del Crist Salvador, patró del poble.